# Tearstained
Tearstained – drugi studyjny album fińskiej grupy heavymetalowej Charon wydany przez fińska wytwórnię Spinefarm Records. Nagrywany w listopadzie 1999 w fińskim mieście Raahe, miksowany przez Mikko Karmila, w grudniu 1999, w Helsinkach. Damski wokal na albumie wykonany przez Jenny Heinonen. 

## Lista utworów
1. Worthless
2. Sorrowbringer
3. 4 Seasons Rush
4. Deepest Scar
5. Christina Bleeds
6. The Drift
7. Sin
8. Holy
9. Your Christ
10. As We Die